# Marktbergel
Marktbergel (do 20 lutego 1962 Bergel) – gmina targowa w Niemczech, w kraju związkowym Bawaria, w rejencji Środkowa Frankonia, w regionie Westmittelfranken, w powiecie Neustadt an der Aisch-Bad Windsheim, wchodzi w skład wspólnoty administracyjnej Burgbernheim. Leży we Frankenhöhe, około 23 km na południowy zachód od Neustadt an der Aisch, przy drodze B13 i linii kolejowej Monachium – Würzburg – Hanower/Frankfurt nad Menem.
Od 1328 do 1415 miejscowość posiadała prawa miejskie.

## Dzielnice
W skład gminy wchodzą następujące dzielnice: 
- Marktbergel
- Ermetzhof
- Ottenhofen
- Munasiedlung.

## Polityka
Rada gminy składa się z 12 członków:
|      | CSU | Wolni Wyborcy | Razem     |
| 2002 | 7   | 5             | 12 miejsc |